# Guido Schumacher
Guido Schumacher (ur. 14 grudnia 1965 w Wermelskirchen) – niemiecki judoka. Olimpijczyk z Seulu 1988, gdzie zajął dwudzieste miejsce w wadze półlekkiej.
Uczestnik mistrzostw świata w 1987. Startował w Pucharze Świata w 1991. Złoty medalista mistrzostw Europy w 1990 i drugi w 1988. Trzeci na wojskowych MŚ w 1986 roku.

## Letnie Igrzyska Olimpijskie 1988
| Konkurencja | Rundy eliminacyjne     | Klas. końcowa |
| Konkurencja | 1/32                   | Miejsce       |
| ----------- | ---------------------- | ------------- |
| 65 kg       | Iwo Kostadinow (BUL) p | 20.           |